# Johnson (Nebraska)
Johnson – wieś w Stanach Zjednoczonych, w stanie Nebraska, w hrabstwie Nemaha.